# Schweizer Cup (Handball, Frauen) 2023/24
Die Handballspiele um den Schweizer Cup 2023/24 der Frauen fanden von August 2023 bis April 2024 statt.

## Modus
Mannschaften der SPAR Premium League 1 SPL1, SPAR Premium League 2 (SPL2) und der 1. Liga waren automatisch angemeldet. Für Zweit- oder Drittteams eines Vereins war die Teilnahme freiwillig.
Die Teilnahme der Finalisten der regionalen Cups der vergangenen Saison 2022/23 war freiwillig. U18 Elite und U18 Inter Mannschaften konnten ebenfalls am Cup teilnehmen.
Zunächst wurden 7 Mannschaften ausgelost, welche ein Freilos für die Hauptrunde haben. Danach wurden für 30 Mannschaften die Paarungen ausgelost.
Ab dem 1/16-Final kamen die Mannschaften der SPL1 dazu, ausgenommen wäre gewesen der Cupsieger und der Meister (Beides LC Brühl Handball), welche erst im 1/8-Final in das Spielgeschehen eingegriffen hätte. Weil Brühl beide Titel gewann, erbten die Spono Eagles das Freilos, da sie Vizecupsieger und Vizemeister wurden.
Bei gleicher Spielklasse hatte grundsätzlich die zuerst geloste Mannschaft Heimrecht, bei Mannschaften aus unterschiedlichen Spielklassen ging das Heimrecht an die unterklassige Mannschaft.
Gespielt wurde im K.-o.-System. Sofern die reguläre Spielzeit unentschieden endete, gab es eine Verlängerung, blieb auch diese unentschieden ein Siebenmeterwerfen.

## Teilnehmende Mannschaften
Am Schweizer Cup 2023/24 nahmen insgesamt 45 Mannschaften teil.
| SPAR Premium League 1 die 8 Vereine der Saison 2023/24                                                                                          | SPAR Premium League 2 die 8 Vereine der Saison 2023/24                                                                    | 1. Liga die 18 Vereine der Saison 2023/24 | Regional-Cup ¹ 13 von 14 Vereine der Saison 2022/23 |
| --- | --- | --- | --- |
| - DHB Rotweiss Thun - GC Amicitia Zürich - HSC Kreuzlingen - HV Herzogenbuchsee - LC Brühl Handball - LK Zug - Spono Eagles - Yellow Winterthur | - BSV Stans - HC Arbon - HSG Aargau Ost - HSG Leimental - LC Brühl Handball II - LK Zug II - Spono Eagles II - US Yverdon | Gruppe 1 - Red Dragons Uster - SG Magden/ Möhlin 1 ² - Yellow Winterthur 2 ² - GC Amicitia Zürich - TSV Frick 1 - HC Arbon 2 Gruppe 2 - SG Muotathal/Mythen-Shooters - HSG AareLand Wolves - STV Willisau - HC Kriens - HC Malters - SG ATV/KV Basel Gruppe 3 - SG CS Chênois Genève Handball - SG HV Olten - SG Köniz CATS - DHB Rotweiss Thun 2 - HV Herzogenbuchsee 2 - SG TV Zofingen Handball Frauen | Aargau Plus 1. HSG Aargau Ost (2. L.) 2. Handball Brugg (2. L.) Bern-Jura 1. SG HVH 3/HVL (2. L.) ³ 2. PSG Lyss (2. L.) Innerschweiz 1. SG Spono Eagles (U16-E) 2. SG Ruswil Wolhusen (2. L.) Nordwestschweiz 1. SG Oberwil (2. L.) 2. HSG Magden/ Möhlin Damen 1 (1. L.) ² Ostschweiz 1. Yellow Winterthur 2 (1. L.) ² 2. SV Fides St. Gallen (2. L.) Romandie 1. FSG Lausanne-Ville/Cugy 1 (2. L.) 2. HBC Moudon (3. L.) Zürich 1. SG TV Unterstrass/Rümlang (2. L.) 2. SG Zürisee 1 (2. L.) |

## Hauptrunde
Die Spielpaarungen der Vorrunde wurden am 1. Juni 2023 ausgelost. Die Vorrunde wurde vom 24. August bis 14. September 2023 ausgespielt. Der Gewinner jeder Partie zog in die 1/16-Finale ein. HC Kriens Luzern war die einzige Mannschaft in dieser Runde, welche eine Mannschaft aus einer höheren Liga schlagen konnte.
| Datum         | Heimmannschaft               | L.    | Ergebnis | HZ.   | Gastmannschaft                | L.    |
| ------------- | ---------------------------- | ----- | -------- | ----- | ----------------------------- | ----- |
| 24. Aug. 2023 | SG Handball Oberaargau       | 2. L. | 18:23    | 09:11 | TSV Frick 1                   | 1. L. |
| 27. Aug. 2023 | FSG Lausanne-Ville/Cugy 1    | 2. L. | 17:25    | 10:13 | HSG Aargau Ost                | 2. L. |
| 27. Aug. 2023 | SG Oberwil                   | 2. L. | 15:24    | 12:11 | SG CS Chênois Genève Handball | 1. L. |
| 30. Aug. 2023 | SG Muotathal/Mythen-Shooters | 1. L. | 30:34    | 18:15 | HSG Leimental                 | SPL2  |
| 2. Sep. 2023  | PSG Lyss F1                  | 2. L. | 19:42    | 07:22 | Spono Eagles II               | SPL2  |
| 3. Sep. 2023  | SG HV Olten                  | 1. L. | 27:28    | 10:11 | HC Arbon                      | SPL2  |
| 6. Sep. 2023  | SV Fides St. Gallen          | 2. L. | 16:21    | 09:12 | Red Dragons Uster             | 1. L. |
| 7. Sep. 2023  | HC Kriens                    | 1. L. | 20:18    | 10:12 | US Yverdon                    | SPL2  |
| 10. Sep. 2023 | HC Arbon 2                   | 1. L. | 22:40    | 09:22 | LC Brühl Handball II          | SPL2  |
| 11. Sep. 2023 | Yellow Winterthur 2          | 1. L. | 19:39    | 07:16 | HSG Aargau Ost                | SPL2  |
| 13. Sep. 2023 | SG Ruswil Wolhusen           | 2. L. | 24:33    | 09:17 | HSG AareLand Wolves           | 1. L. |
| 13. Sep. 2023 | HV Herzogenbuchsee 2         | 1. L. | 32:26    | 17:10 | DHB Rotweiss Thun 2           | 1. L. |
| 14. Sep. 2023 | SG TV Unterstrass/Rümlang    | 2. L. | 30:33    | 14:17 | SG Köniz CATS                 | 1. L. |
| 14. Sep. 2023 | SG Magden/ Möhlin 1          | 1. L. | 22:23    | 08:08 | STV Willisau                  | 1. L. |
| 14. Sep. 2023 | SG Zürisee 1                 | 2. L. | 18:23    | 11:11 | HC Malters                    | 1. L. |

## 1/16-Final
Die Spielpaarungen der 1/16-Finale wurden am 20. September 2023 ausgelost. Die 1/16-Finale wurde vom 28. September bis 22. Oktober 2023 ausgespielt. Der Gewinner jeder Partie zog in die 1/8-Finale ein.
| Qualifiziert Teams von der Hauptrunde | Qualifiziert Teams von der Hauptrunde | Qualifiziert Teams durch ein Freilos | Qualifiziert Teams der SPL1 für die 1/16-Finale                                                              |
| - TSV Frick 1 (1. L.) - HSG Aargau Ost (2. L.) - SG CS Chênois Genève Handball (1. L.) - HSG Leimental (SPL2) - Spono Eagles II (SPL2) - HC Arbon (SPL2) - Red Dragons Uster (1. L.) - HC Kriens (1. L.) | - LC Brühl Handball II (SPL2) - HSG Aargau Ost (SPL2) - HSG AareLand Wolves (1. L.) - HV Herzogenbuchsee 2 (1. L.) - SG Köniz CATS (1. L.) - STV Willisau (1. L.) - HC Malters (1. L.) | - BSV Stans (SPL2) - GC Amicitia Zürich (1. L.) - HBC Moudon (3. L.) - LK Zug II (SPL2) - SG ATV/KV Basel (1. L.) - SG Spono Eagles (U16-E) - SG TV Zofingen Handball Frauen (1. L.) | - DHB Rotweiss Thun - GC Amicitia Zürich - HSC Kreuzlingen - HV Herzogenbuchsee - LK Zug - Yellow Winterthur |

| Datum         | Heimmannschaft                 | L.    | Ergebnis | HZ.   | Gastmannschaft                | L.    |
| ------------- | ------------------------------ | ----- | -------- | ----- | ----------------------------- | ----- |
| 28. Sep. 2023 | STV Willisau                   | 1. L. | 12:34    | 04:16 | GC Amicitia Zürich            | SPL1  |
| 3. Okt. 2023  | SG Köniz CATS                  | 1. L. | 28:44    | 13:23 | HSG Aargau Ost                | SPL2  |
| 10. Okt. 2023 | HBC Moudon                     | 3. L. | 10:36    | 03:18 | SG CS Chênois Genève Handball | 1. L. |
| 15. Okt. 2023 | GC Amicitia Zürich             | 1. L. | 25:35    | 12:20 | LC Brühl Handball II          | SPL2  |
| 17. Okt. 2023 | SG TV Zofingen Handball Frauen | 1. L. | 23:33    | 12:16 | LK Zug II                     | SPL2  |
| 17. Okt. 2023 | HSG Aargau Ost                 | 2. L. | 16:40    | 09:19 | HSC Kreuzlingen               | SPL1  |
| 18. Okt. 2023 | SG Spono Eagles                | 16-E  | 28:32    | 11:11 | HSG Leimental                 | SPL2  |
| 18. Okt. 2023 | HV Herzogenbuchsee 2           | 1. L. | 25:43    | 10:20 | DHB Rotweiss Thun             | SPL1  |
| 18. Okt. 2023 | Spono Eagles II                | SPL2  | 31:47    | 13:24 | HV Herzogenbuchsee            | SPL1  |
| 19. Okt. 2023 | HC Kriens                      | 1. L. | 21:43    | 11:17 | Yellow Winterthur             | SPL1  |
| 19. Okt. 2023 | TSV Frick 1                    | 1. L. | 22:34    | 11:21 | SG ATV/KV Basel               | 1. L. |
| 19. Okt. 2023 | Red Dragons Uster              | 1. L. | 23:28    | 12:14 | HC Arbon                      | SPL2  |
| 22. Okt. 2023 | HC Malters                     | 1. L. | 16:33    | 09:14 | LK Zug                        | SPL1  |
| 22. Okt. 2023 | HSG AareLand Wolves            | 1. L. | 27:41    | 16:23 | BSV Stans                     | SPL2  |

## 1/8-Final
Die Spielpaarungen der 1/8-Finale wurden am 25. Oktober 2023 ausgelost. Die 1/8-Finale wurden vom 1. November bis 19. November 2023 ausgespielt. Der Gewinner jeder Partie zog in die ¼-Finale ein.
| Qualifiziert Teams von den 1/16-Finale | Qualifiziert Teams von den 1/16-Finale                                                                                            | Qualifiziert Teams von den 1/16-Finale                                         | Qualifiziert Teams der SPL1 für die 1/8-Finale                                         |
| - GC Amicitia Zürich (SPL1) - HSG Aargau Ost (SPL2) - SG CS Chênois Genève Handball (1. L.) - LC Brühl Handball II (SPL2) - LK Zug II (SPL 2) | - HSC Kreuzlingen (SPL1) - HSG Leimental (SPL2) - DHB Rotweiss Thun (SPL1) - HV Herzogenbuchsee (SPL1) - Yellow Winterthur (SPL1) | - SG ATV/KV Basel (1. L.) - HC Arbon (SPL2) - LK Zug (SPL1) - BSV Stans (SPL2) | - LC Brühl Handball (Cupsieger & Meister) - Spono Eagles (Vizecupsieger & Vizemeister) |

| Datum         | Heimmannschaft                | L.    | Ergebnis | HZ.   | Gastmannschaft       | L.   |
| ------------- | ----------------------------- | ----- | -------- | ----- | -------------------- | ---- |
| 1. Nov. 2023  | HC Arbon                      | SPL2  | 22:23    | 11:18 | Spono Eagles         | SPL1 |
| 8. Nov. 2023  | SG ATV/KV Basel               | 1. L. | 23:25    | 13:13 | LC Brühl Handball II | SPL2 |
| 16. Nov. 2023 | LK Zug II                     | SPL2  | 25:33    | 13:17 | GC Amicitia Zürich   | SPL1 |
| 17. Nov. 2023 | HSG Aargau Ost                | SPL2  | 23:35    | 12:19 | LC Brühl Handball    | SPL1 |
| 18. Nov. 2023 | Yellow Winterthur             | SPL1  | 36:28    | 16:16 | DHB Rotweiss Thun    | SPL1 |
| 18. Nov. 2023 | SG CS Chênois Genève Handball | 1. L. | 14:31    | 08:15 | HV Herzogenbuchsee   | SPL1 |
| 19. Nov. 2023 | HSC Kreuzlingen               | SPL1  | 27:30    | 10:13 | LK Zug               | SPL1 |
| 19. Nov. 2023 | BTV Stans                     | SPL2  | 32:31    | 13:15 | HSG Leimental        | SPL2 |

## ¼-Final
Die Spielpaarungen der ¼-Finale wurden am 21. November 2023 ausgelost. Die ¼-Finale wurden am 2., 3. und 4. Februar 2024 ausgespielt. Der Gewinner jeder Partie zog in die ½-Finale ein. LC Brühl Handball II (SPL2) war die einzige Mannschaft in dieser Runde, welche eine Mannschaft HV Herzogenbuchsee aus einer höheren Liga SPL1 schlagen konnte.
| Freitag, 2. Februar 2024 20:30 Uhr | BSV Stans (SPL2)           | 22:34        | LK Zug (SPL1)              | Eichli, Stans Zuschauer: 321 Schiedsrichter: Odermatt & Rachad |
| Freitag, 2. Februar 2024 20:30 Uhr | meiste Tore: Berchtold (7) | (10:14)      | meiste Tore: Steinmann (7) | Eichli, Stans Zuschauer: 321 Schiedsrichter: Odermatt & Rachad |
| Freitag, 2. Februar 2024 20:30 Uhr | Strafen: 1× 3×             | Spielbericht | Strafen: 2×                | Eichli, Stans Zuschauer: 321 Schiedsrichter: Odermatt & Rachad |

| Samstag, 3. Februar 2024 17:00 Uhr | LC Brühl Handball II (SPL2) | 25:24        | HV Herzogenbuchsee (SPL1) | AZSG 1-3, St. Gallen Zuschauer: 200 Schiedsrichter: Nasseri-Rad & Rottmeier |
| Samstag, 3. Februar 2024 17:00 Uhr | meiste Tore: Bitzi (7)      | (12:13)      | meiste Tore: Eugster (6)  | AZSG 1-3, St. Gallen Zuschauer: 200 Schiedsrichter: Nasseri-Rad & Rottmeier |
| Samstag, 3. Februar 2024 17:00 Uhr | Strafen: 1× 7×              | Spielbericht | Strafen: 2× 1×            | AZSG 1-3, St. Gallen Zuschauer: 200 Schiedsrichter: Nasseri-Rad & Rottmeier |

| Sonntag, 4. Februar 2024 13:00 Uhr | Spono Eagles (SPL1)                 | 26:27        | LC Brühl Handball (SPL1) | Sporthalle Schachen, Aarau Zuschauer: 400 Schiedsrichter: L. Hardegger & S. Hardegger |
| Sonntag, 4. Februar 2024 13:00 Uhr | meiste Tore: Emmenegger & Hodel (6) | (10:14)      | meiste Tore: Altherr (8) | Sporthalle Schachen, Aarau Zuschauer: 400 Schiedsrichter: L. Hardegger & S. Hardegger |
| Sonntag, 4. Februar 2024 13:00 Uhr | Strafen: 1× 2×                      | Spielbericht |                          | Sporthalle Schachen, Aarau Zuschauer: 400 Schiedsrichter: L. Hardegger & S. Hardegger |

| Sonntag, 4. Februar 2024 14:00 Uhr | Yellow Winterthur (SPL1)    | 31:28        | GC Amicitia Zürich (SPL1) | Neuhegi, Winterthur Zuschauer: 250 Schiedsrichter: Keiser & Zaugg |
| Sonntag, 4. Februar 2024 14:00 Uhr | meiste Tore: Abramowicz (7) | (16:13)      | meiste Tore: Baumann (9)  | Neuhegi, Winterthur Zuschauer: 250 Schiedsrichter: Keiser & Zaugg |
| Sonntag, 4. Februar 2024 14:00 Uhr | Strafen: 5×                 | Spielbericht | Strafen: 3× 5×            | Neuhegi, Winterthur Zuschauer: 250 Schiedsrichter: Keiser & Zaugg |

## ½-Final
Gemäss Wettspielreglement durften nicht zwei Mannschaften desselben Vereines im Final gegeneinander spielen, daher musste Brühl II gegen Brühl spielen. Am Mittwoch, 5. März 2024 wurde daher nur das Heimrecht zwischen Yellow und Zug ausgelost. Die ½-Finale wurden am 6. und 16. März 2024 ausgespielt. Der Gewinner jeder Partie zog in das Final ein.
| Mittwoch, 6. März 2024 19:00 Uhr | LC Brühl Handball II (SPL2) | 24:36        | LC Brühl Handball (SPL1)  | Kreuzbleiche, St. Gallen Zuschauer: 790 Schiedsrichter: Hochuli & Mrgan |
| Mittwoch, 6. März 2024 19:00 Uhr | meiste Tore: Bitzi (5)      | (9:15)       | meiste Tore: Mosimann (6) | Kreuzbleiche, St. Gallen Zuschauer: 790 Schiedsrichter: Hochuli & Mrgan |
| Mittwoch, 6. März 2024 19:00 Uhr | Strafen: 2×                 | Spielbericht |                           | Kreuzbleiche, St. Gallen Zuschauer: 790 Schiedsrichter: Hochuli & Mrgan |

| Samstag, 16. März 2024 20:30 Uhr | Yellow Winterthur (SPL1)    | 30:33        | LK Zug (SPL1)           | AXA-Arena, Winterthur Zuschauer: 300 Schiedsrichter: L. Hardegger & S. Hardegger |
| Samstag, 16. März 2024 20:30 Uhr | meiste Tore: Abramowicz (7) | (18:16)      | meiste Tore: Stutz (15) | AXA-Arena, Winterthur Zuschauer: 300 Schiedsrichter: L. Hardegger & S. Hardegger |
| Samstag, 16. März 2024 20:30 Uhr | Strafen: 4×                 | Spielbericht | Strafen: 1× 2×          | AXA-Arena, Winterthur Zuschauer: 300 Schiedsrichter: L. Hardegger & S. Hardegger |

## Final
Das Final wird am 27. April 2024 ausgespielt. Der Gewinner der Partie ist Schweizer Cupsieger. Der LK Zug steht zum 8 mal im Cupfinal mit 4 Siegen, währenddessen stand LC Brühl 13 mal im Final und gewann dies 11 mal.
| LC Brühl Handball (SPL1)                                          | LC Brühl Handball (SPL1) | LK Zug Handball (SPL1) | LK Zug Handball (SPL1) |
| ----------------------------------------------------------------- | --- | --- | ---------------------- |
| LC Brühl Handball (SPL1)                                          | \| Cupfinal \| \| Samstag, 27. April 2024 um 15:00 Uhr in Gümligen (Mobiliar Arena) \| \| Ergebnis: 37:30 (18:14) \| \| Zuschauer: 1150 \| \| Schiedsrichter: Andrea Müller & Sandra Schaad \| \| Spielbericht \| | \| Cupfinal \| \| Samstag, 27. April 2024 um 15:00 Uhr in Gümligen (Mobiliar Arena) \| \| Ergebnis: 37:30 (18:14) \| \| Zuschauer: 1150 \| \| Schiedsrichter: Andrea Müller & Sandra Schaad \| \| Spielbericht \| | LK Zug Handball (SPL1) |
| LC Brühl Handball (SPL1)                                          | Tor: Fabia Schlachter (0/1 P.; 0/1 S.P.) & Sladana Dokovic (11/39 P.; 0/3 S.P.) Feld: Leonie Arpagaus, Ursina Schnider, Mia Kernatsch (5/6), Lorena Baljak, Petra Škoricová, Martina Pavić (4/7), Aurora Bitzi, Mirjam Ackermann (1/1), Laurentia Wolff (14/15; 5/5 S.), Fabienne Tomasini, Yara Mosimann (2/5), Stéphanie Lüscher (1/4) & Katarína Šimová Cheftrainer: Raphael Kramer, Assistentztrainer: Silvano Rigatti & Azra Mustafoska Physio: Viviane Burandt | Tor: Stephanie Knörr (4/16 P.; 0/2 S.P.), Dominique Huber (0/4 P.) & Jennifer Abt (3/24 P.; 0/3 S.P.) Jana Schnarwiler, Lynn Schürmann (2/2), Kyra Gwerder (2/4), Sara Zaetta, Leah Stutz (2/7; 0/1 S.), Svenja Steinmann (2/2), Sabrina Rüegg (1/2), Svenja Spieler, Emma Bächtiger (8/11; 4/4 S.P.), Nina Loretz (1/1), Yara-Ladina Brunett (1/1), Jacqueline Hasler-Petrig (10/17) & Louise Truchot (1/1) Cheftrainer: Silvan Häfliger, Assistentztrainer: Patrick Strebel Torhütertrainer: Daniel Perisa & Physio: Kim Davidson | LK Zug Handball (SPL1) |
| LC Brühl Handball (SPL1)                                          | Mirjam Ackermann | Sara Zaetta & Silvan Häfliger | LK Zug Handball (SPL1) |
| LC Brühl Handball (SPL1)                                          | 2 × Martina Pavic & 1 × Mirjam Ackermann | 1 × Leah Sutz | LK Zug Handball (SPL1) |
| Cupfinal                                                          | | |                        |
| Samstag, 27. April 2024 um 15:00 Uhr in Gümligen (Mobiliar Arena) | | |                        |
| Ergebnis: 37:30 (18:14)                                           | | |                        |
| Zuschauer: 1150                                                   | | |                        |
| Schiedsrichter: Andrea Müller & Sandra Schaad                     | | |                        |
| Spielbericht                                                      | | |                        |